# Abraham Mattam
Abraham Mattam (ur. 21 listopada 1922 w Narianganam, zm. 16 kwietnia 2019 w Koczin) – indyjski duchowny syromalabarski, w latach 1977-1999 biskup Satny.

## Życiorys
Święcenia kapłańskie przyjął 15 marca 1950. 26 lutego 1997 został prekonizowany biskupem Satny. Sakrę biskupią otrzymał 30 kwietnia 1977. 18 grudnia 1999 przeszedł na emeryturę. Zmarł 16 kwietnia 2019.